# Nicandreae
Tribu
La tribu des Nicandreae regroupe des plantes de la sous-famille des Solanoideae dans la famille des Solanaceae. 

## Liste des genres et espèces
Selon NCBI (25 février 2023) :
- genre Exodeconus
  - Exodeconus flavus
  - Exodeconus integrifolius
  - Exodeconus miersii
  - Exodeconus prostratus
- genre Nicandra
  - Nicandra physalodes
  - Nicandra yacheriana